# Cladorostrata longipoda
Cladorostrata longipoda är en kräftdjursart som beskrevs av Shen och Tai 1963. Cladorostrata longipoda ingår i släktet Cladorostrata och familjen Diosaccidae. Inga underarter finns listade i Catalogue of Life.